# Coleman Hawkins
Coleman Hawkins, właśc. Coleman Randolf Hawkins (ur. 21 listopada 1904 w St. Joseph, zm. 19 maja 1969 w Nowym Jorku) – amerykański muzyk jazzowy grający na saksofonie tenorowym.

## Życiorys

### Młodość
Hawkins przy narodzinach dostał imię Coleman, będące panieńskim nazwiskiem jego matki Cordelii. Muzyk uczęszczał do liceum w Chicago, później do Topeka High School w Topece (Kansas). Później Hawkins stwierdził, że przez dwa lata studiował harmonię i kompozycję w Washburn College w Topece, nadal ucząc się w liceum. W młodości grał on na pianinie i wiolonczeli, a grę na saksofonie rozpoczął w wieku dziewięciu lat. Przed ukończeniem czternastego roku życia Hawkins koncertował na terenie stanu Kansas.

### Lata późniejsze
W 1924 roku jako 20-latek wszedł w skład orkiestry Fletchera Hendersona. Ten nowojorski zespół lansował wówczas najnowszy, częściowo improwizowany jazz. Hawkins szybko stał się gwiazdą zespołu Hendersona. Louis Armstrong, który także dołączył do Hendersona w 1924 roku, sprowadził tę orkiestrę z Nowego Orleanu do Chicago. Jego dojrzały styl (jednocześnie szybki i wolny) wyjawił się w 1929 roku, kiedy to uznano go za twórcę ballady jazzowej. W 1934 roku opuścił zespół Hendersona i wyruszył do Europy. W 1939 roku po wybuchu II wojny światowej powrócił do USA. Wtedy nagrał utwór „Body and Soul”, który stał się sukcesem i utrwalił jego pozycję w przemyśle muzycznym. W 1940 roku wyjechał w trasę z własnym 16-osobowym zespołem, występując na najlepszych nowojorskich estradach jak Arkadia i Savoy Ballroom. Dokonania te w grudniu 1943 roku zapowiadały nadejście bebopu. W 1943 roku sformował sekstet z Theloniousem Monkiem, a rok później doprowadził do nagraniowego debiutu Monka jako lidera. Hawkins zafascynował się nowym jazzem: w 1944 roku poprowadził bebopową sesję, gdzie zagrali twórcy nowego jazzu Dizzy Gillespie i Max Roach. Większą część 1944 i 1945 roku spędził na Zachodnim Wybrzeżu. W latach 1950 i 1954 wyjeżdżał jako główny solista z Normanem Granzem w ramach grupy Jazz at the Philharmonic (JATP).

### Popularność
Popularność jaką w latach 50. zyskała muzyka np. Lestera Younga i Hawkinsa w interpretacji Stana Getza sprawiła, że Hawkins ze swym brzmieniem stał się w tamtych czasach niemodny i na swój sposób „archaiczny”. Przełomem okazało się dopiero w 1957 roku zaproszenie Theloniousa Monka do współpracy w jego septecie. Połączenie mocnego swingującego tenoru Hawkinsa z pełnymi paradoksów kompozycjami pianisty dostarczyło nowych brzmień. Równocześnie Hawkins, występując obok młodych znakomitości jazzu (jak np. John Coltrane) udowadniał, że nadal jest twórcą awangardowym.

### Ostatnie lata życia
Pod koniec życia stracił zdrowie z powodu nadużywania alkoholu. Hawkins nie grywał już tak często swych słynnych partii solowych, z których był znany jako młodszy muzyk, ale wciąż sprawiał pozytywne wrażenie. Pewien muzyk jazzowy stwierdził „z całym szacunkiem do Adolfa Saxa, ale to Coleman Hawkins wynalazł saksofon”. Hawkins zmarł w 1969 roku.